# Guale (sous-marin chilien)
Pour les articles homonymes, voir Guale.
Le Guale est un sous-marin de classe H de la marine chilienne, commandé à l’origine par la Royal Navy britannique sous le nom de HMS H18, mais remis au Chili en 1917 sous le nom de H4.

## Conception
Le Guale était un sous-marin à simple coque, avec une coque sous pression divisée en cinq compartiments étanches. Le sous-marin avait une longueur hors-tout de 45,9 m, une largeur de 4,8 m et un tirant d'eau de 3,8 m. Il avait un déplacement de 363 tonnes en surface, et de 434 t en immersion. Les sous-marins de classe H avaient un équipage de 22 officiers et hommes du rang.
Le sous-marin avait deux hélices, chacune d’entre elles étant entraînée par un moteur Diesel de 240 ch (180 kW) ainsi que par des moteurs électriques de 320 chevaux (239 kW). Cette propulsion donnait au Guale une vitesse maximale de 13 nœuds (24 km/h) en surface et de 10,5 nœuds (19,4 km/h) en immersion. Il avait un rayon d'action de 1750 milles marins (3240 km) à 7 nœuds (13 km/h) en surface et de 30 milles (56 km) à 5 nœuds (9,3 km/h) en immersion. Le bateau avait une capacité de 17,5 tonnes longues (17,8 t) de mazout.
Les sous-marins de classe H étaient armés de quatre tubes lance-torpilles de 18 pouces (457 mm) montés à l’avant, et emportaient huit torpilles.

## Engagements
Le sous-marin est un des bâtiments de classe H construits par le chantier naval Fore River de Quincy dans le Massachusetts. Il est lancé le 14 août 1915 sous le nom de HMS H18. Mais comme à l’époque les États-Unis étaient neutres, n’étant pas encore entrés dans la Première Guerre mondiale aux côtés des Alliés, le H18, ainsi que ses sister-ships H11, H12, H13, H14, H15, H16, H17, H19 et H20, ont tous été internés par le gouvernement fédéral des États-Unis. En conséquence, le H18 n’a jamais été mis en service dans la Royal Navy. Au lieu de cela, le H13, le H16, le H17, le H18, le H19 et le H20 ont été transférés à la marine chilienne en tant que compensation partielle pour l’incorporation dans la Royal Navy de deux dreadnoughts de 28000 tonnes (les Almirante Latorre et Almirante Cochrane) commandés par le Chili. Initialement nommé H4 lors de sa remise au Chili en 1917, le sous-marin a été renommé Guale en 1924.
Il a servi dans la marine chilienne jusqu’à ce qu’il soit radié en 1945.